# San Miguel de Mercedes
San Miguel de Mercedes è un comune del dipartimento di Chalatenango, in El Salvador.